# Томасон, Марша
Марша Лиза Томасон (англ. Marsha Lisa Thomason, род. 19 января 1976) — английская актриса. В Соединенных Штатах она хорошо известна по роли Нессы Хольт в двух первых сезонах сериала NBC «Лас Вегас».

## Биография
Английская актриса Марша Томасон родилась 19 января 1976 в Манчестере, Англия. Марша — дочь Филлис — служащей ямайской компании электроники, и политика Питера Томасона. Училась в начальной школе Святой Троицы в Блэкли, после чего перешла в среднюю школу Северного Манчестера для девочек. В колледже Oldham Sixth Form Марша прошла обучение по направлению театра, медиа и изобразительного искусства и в университете Manchester Metropolitan получила степень бакалавра по английскому языку.

### Личная жизнь
С 5 апреля 2009 года Марша замужем за осветителем Крэйгом Сайксом. У супругов есть дочь — Таллула Анаис Сайкс (род.12.06.2013).

## Карьера
Первый успех на британском телевидении пришёл к Томасон после съёмок в сериалах «Playing the Field» и «Where the Heart Is» и первых серий драматического проекта «Burn It». Сыграла в таких известных американских комедиях, как «Молодые папаши», «Особняк с привидениями» и «Чёрный рыцарь».
В общей сложности, Марша снялась в 47 сериях 1 и 2 сезонов американского криминального сериала «Лас Вегас».

### Телесериал «Остаться в живых»
Будучи другом актёра Доминика Монагана, Марша является большим фанатом сериала и с большой радостью и волнением приняла приглашение на участие в роли Наоми Доррит. Она считает, что играть кого-то с прозрачным, до конца не прописанным характером, не зная его конечной сути, — довольно необычно: «Для актёра — это трудно, но и просто в том отношении, что вы должны сыграть в сценах так, как они написаны, и всё…».

## Избранная фильмография

### Кино
| Год  | Название                                    | Оригинальное название               | Роль                        | Примечания    |
| ---- | ------------------------------------------- | ----------------------------------- | --------------------------- | ------------- |
| 1993 | Безопасный                                  | Safe                                | Венди                       | TV Movie      |
| 1994 | Священник                                   | Priest                              | медсестра                   |               |
| 1996 | Главный подозреваемый 5: Ошибки в суждениях | Prime Suspect 5: Errors of Judgment | Дженис Лафферти             |               |
| 1996 |                                             | Brazen Hussies                      | Стриптизёрша                | ТВ-фильм      |
| 2001 | Ласточка                                    | Swallow                             | Тина Харфорд                | ТВ-фильм      |
| 2001 | Чёрный рыцарь                               | Black Knight                        | Виктория / Николь           |               |
| 2002 | Давно умерший: Месть джинна                 | Long Time Dead                      | Люси                        |               |
| 2002 |                                             | Pure                                | Вики                        |               |
| 2003 | Особняк с привидениями                      | The Haunted Mansion                 | Сара Эверс / Элизабет Хэнсо |               |
| 2004 | Молодые папаши                              | My Baby’s Daddy                     | Бренди                      |               |
| 2005 | Никель детей                                | The Nickel Children                 | Беатрис                     |               |
| 2006 | Пакет                                       | The Package                         | Мелисса                     | Short film    |
| 2006 | Кофеин                                      | Caffeine                            | Рейчел                      |               |
| 2006 |                                             | The Fast One                        | Люси                        | Comedic short |
| 2006 |                                             | The Tripper                         | Линда                       |               |
| 2006 |                                             | Tug of War                          | Сэм                         | Comedic short |
| 2007 |                                             | LA Blues                            | Карла                       |               |
| 2008 |                                             | Messiah V: The Rapture              | Мел Палмер                  | ТВ-фильм      |
| 2009 | Добро пожаловать в рай! 2: Риф              | Into the Blue 2: The Reef           | Азра                        | фильм         |

### Телевидение
| Год         | Название               | Оригинальное название    | Роль                 | Примечания                                |
| ----------- | ---------------------- | ------------------------ | -------------------- | ----------------------------------------- |
| 1997        | Журавль в небе         | Pie in the Sky           | Салли                | 8 эпизодов                                |
| 1998        |                        | Playing the Field        | Шерон «Шазза» Пирс   | несколько эпизодов                        |
| 1998        | Там, где сердце        | Where the Heart Is       | Джекуи Ричардс       | 3 эпизода                                 |
| 1999        | Любовь в 21-м веке     | Love in the 21st Century | Луиз                 | эпизод «Threesome»                        |
| 2001        | Двенадцатый стол       | Table 12                 | Дени                 | эпизод «Guess Who’s Not Coming to Dinner» |
| 2003        |                        | Burn It                  | Тина                 | несколько эпизодов                        |
| 2003—2005   | Лас Вегас              | Las Vegas                | Несса Хольт          | 47 эпизодов                               |
| 2007        | Кейн                   | Cane                     | Мирандо Санфилиппино | эпизод «Family Business»                  |
| 2007—2009   | Остаться в живых       | Lost                     | Наоми Доррит         | 12 эпизодов                               |
| 2008        | Жизнь                  | Life                     | Джилл Абрахамс       | эпизод «The Business of Miracles»         |
| 2008        | Бешеные деньги         | Easy Money               | Джулия Миллер        | 2 эпизода                                 |
| 2009 — 2014 | Белый воротничок       | White Collar             | Диана Барриган       | Постоянная роль                           |
| 2010        | Добиться или сломаться | Make it or break it      | Эм Джей              | 6 эпизодов                                |
| 2011        | Две девицы на мели     | 2 Broke Girls            | Кашандра             | 2 эпизода                                 |
| 2017—2018   | Хороший доктор         | The good doctor          | Изабель Барнс        | 3 эпизода                                 |
| 2020        | Кобра                  | COBRA                    | Франсин Бридж        | Регулярная роль                           |

#### Компьютерные игры
- 2012 — Hitman: Absolution — Диана Бернвуд (озвучка)